# القمة الخليجية 1990 (الدوحة)
قمة مجلس التعاون الخليجي 1990 أو القمة الخليجية 11 عقدت القمة خلال الفترة 22 - 25 ديسمبر 1990 في مدينة الدوحة عاصمة دولة قطر برئاسة أمير دولة قطر الشيخ خليفة بن حمد ال ثاني. 
تركزت مداولات الدورة الحادية عشرة علي الوضع الخطير بالمنطقة الناجم عن احتلال العراق لدولة الكويت وتهديده لأمن وسلامة الدول الاعضاء في مجلس التعاون، وأكدت الدورة وقف دول المجلس في وجه العدوان العراقي ومقاومته من منطلق أن أي اعتداء علي أي دولة عضو هو اعتداء علي جميع الدول الأعضاء وأن أمن دول المجلس كل لا يتجزأ، وتطرق اعلان الدوحة إلي الأحداث التي شهدتها الساحة الإقليمية وافرازاتها مما يستوجب تعميق التلاحم وتوثيق الروابط وتقوية اسس التعاون بين دول المجلس.

## المشاركين

قطر الشيخ خليفة بن حمد آل ثاني أمير دولة قطر (رئيس الإجتماع)
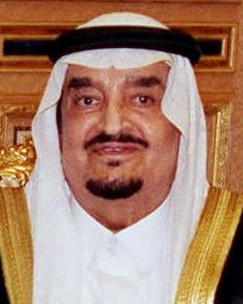
السعودية الملك فهد بن عبدالعزيز آل سعود ملك المملكة العربية السعودية
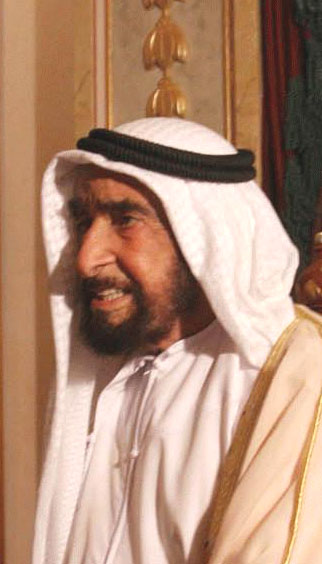
الإمارات العربية المتحدة الشيخ زايد بن سلطان آل نهيان رئيس دولة الأمارات العربية المتحدة
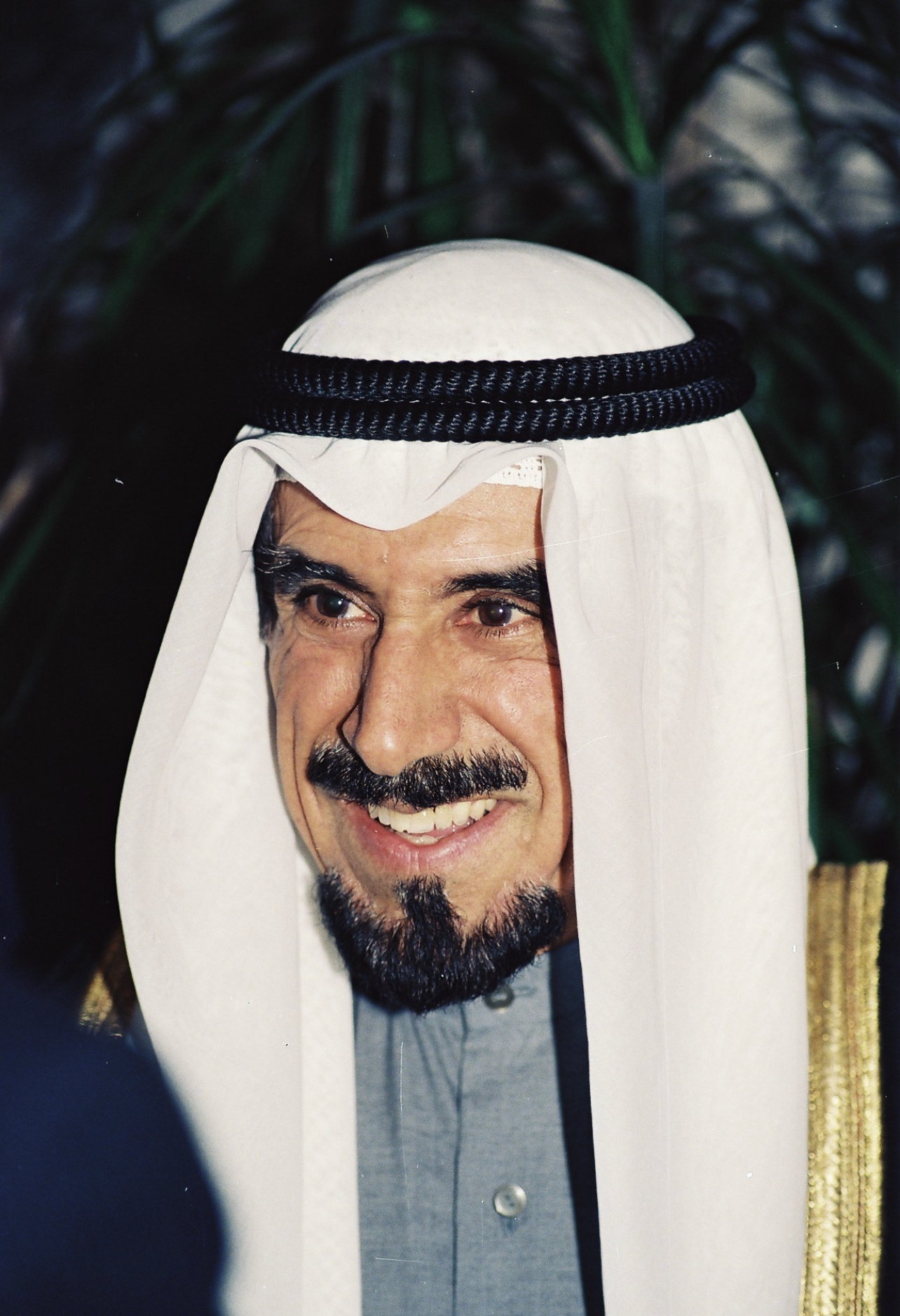
الكويت الشيخ جابر الأحمد الجابر الصباح أمير دولة الكويت
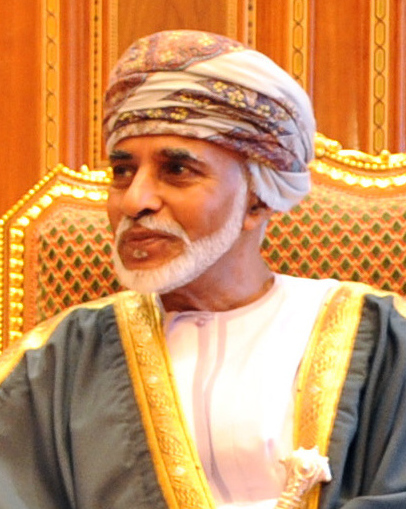
عُمان السلطان قابوس بن سعيد آل سعيد سلطان عمان
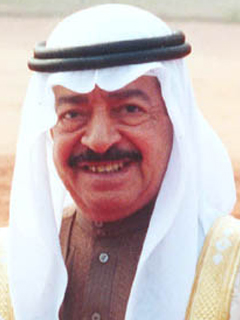
البحرين الشيخ خليفة بن سلمان آل خليفة رئيس الوزراء
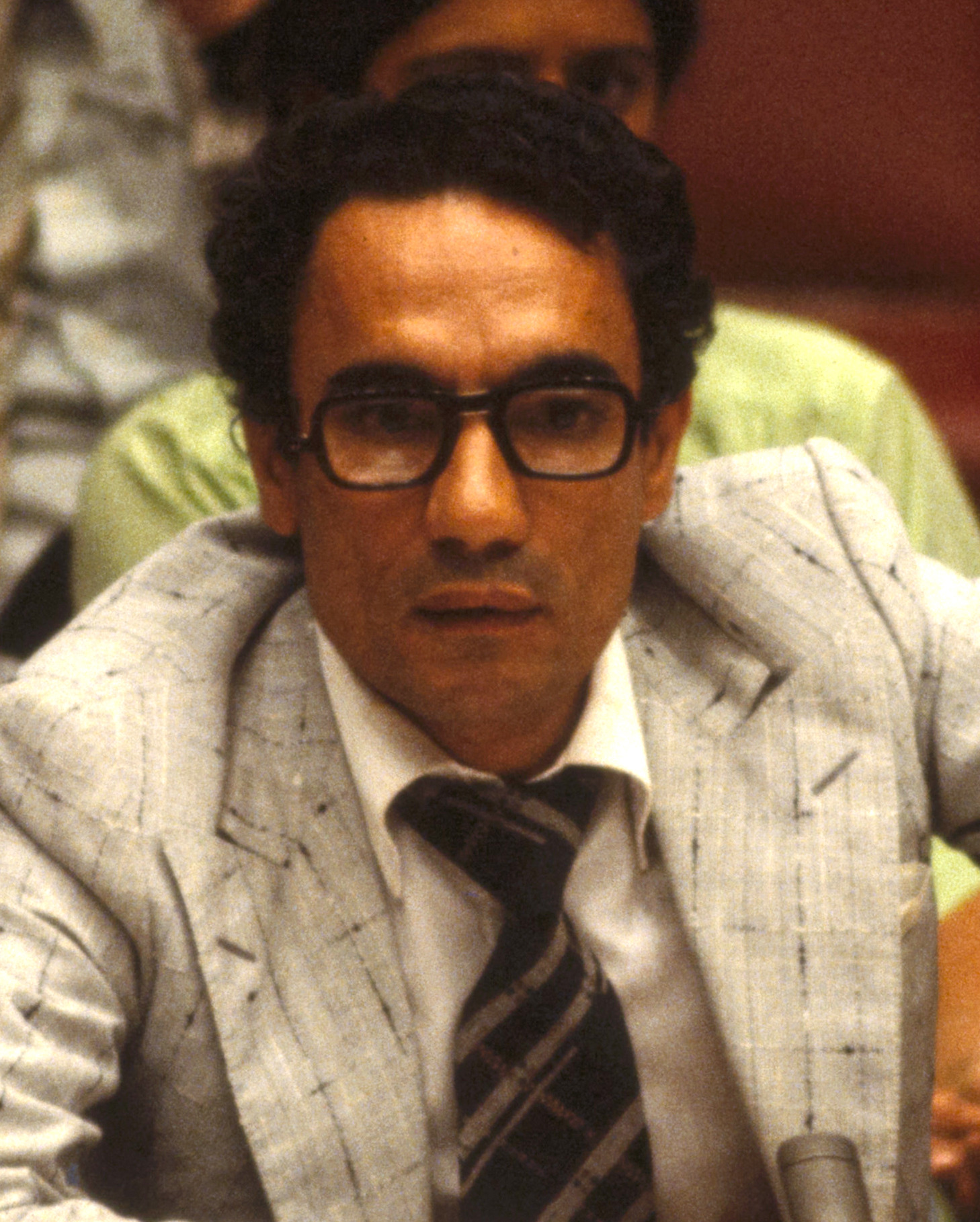
مجلس التعاون الخليجي عبد الله يعقوب بشارة أمين عام مجلس التعاون لدول الخليج العربية